# 豪爾赫·洛倫佐
豪爾赫·洛倫佐·格雷羅 （西班牙語：Jorge Lorenzo Guerrero，1987年5月4日—）
是一名西班牙世界摩托車錦標賽車手，1987年生於西班牙馬約卡島帕爾馬。
他曾獲得2006年和2007年的250cc世界冠軍，以及2010年、2012年和2015年的MotoGP世界冠軍。
於2019年瓦倫西亞站後退役。